# Heinkel He 162

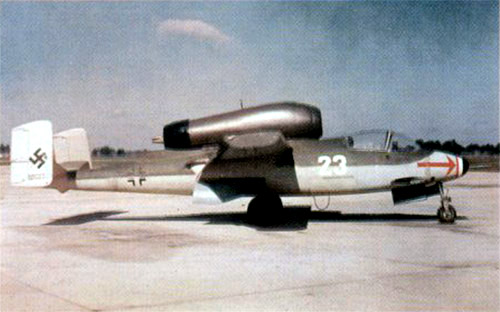
He162

De Heinkel He 162 Volksjäger was een Duitse eenmotorige straaljager. Het type was in de laatste maanden van de Tweede Wereldoorlog in dienst bij de Luftwaffe. De He 162 werd snel ontworpen en gebouwd, en bestond hoofdzakelijk uit hout. Niettemin was de He 162 de snelste van de eerste generatie straalvliegtuigen. De officiële benaming was Volksjäger, een verwijzing naar de Volkssturm. Andere namen die het vliegtuig kreeg waren Salamander (codenaam van het bouwprogramma), en Spatz (de naam die door Heinkel werd gegeven).

## Ontwikkeling
Het opmerkelijke aan dit vliegtuig was de korte ontwerpperiode. Op 8 september 1944 werden de specificatie-eisen door het Reichsluftfahrtministerium, het Duitse ministerie van luchtvaart, bekendgemaakt en op 1 januari was de Heinkel He 162 klaar voor de massaproductie. Tijdens het ontwerp van de He 162 werd rekening gehouden met de slechte omstandigheden in Duitsland. Zo werden er veel niet-essentiële materialen gebruikt en kon de He 162 door slecht opgeleid personeel worden gebouwd.
De eerste Heinkel He 162 vloog op 6 december 1944 maar stortte vier dagen later neer waarbij de piloot omkwam. Begin 1945 werden de eerste toestellen aan de Luftwaffe geleverd. De He 162 was het derde straalaangedreven vliegtuig (na de Messerschmitt Me 262 en Arado Ar 234) ooit dat operationele fronteenheden bereikte. Door brandstoftekort kwam de He 162 sporadisch in actie en zo heeft het toestel zich amper in de strijd kunnen bewijzen. Er is één bevestigde kill welke eerst aan Flak werd toegeschreven maar later door een RAF-piloot bevestigd werd.

## Varianten
- He 162 A-0 – eerste tien vliegtuigen.
- He 162 A-1 – bewapend met 2 × 30 mm MK 108-kanonnen, met elk 50 patronen.
- He 162 A-2 - bewapend met 2 × 20 mm MG 151/20-kanonnen, met elk 120 patronen.
- He 162 A-3 – voorgestelde verbetering met versterkte neus en twee 30 mm MK 108-kanonnen.
- He 162 A-8 – voorgestelde verbetering met sterkere motoren Jumo 004 D-4
- He 162 B-1 – een mogelijk plan voor 1946, voor een sterkere motor Heinkel-Hirth HeS 011A-turbojet.
- He 162C – een v-staart voor meer stabilisatie en 2 MK 108-kanonnen.
- He 162D – een naar voren gerichte vleugel
- He 162E - He 162A aangepast met een BMW 718-motor met vloeibaar raketbrandstof.
- He 162S - een tweezits trainingszweefvliegtuig

## Specificaties (He 162)
- Bemanning = 1 piloot
- Lengte = 9,05 m
- Spanwijdte = 7,2 m
- Hoogte = 2,6 m
- Oppervlakte = 14,5 m²
- Leeg gewicht = 1.660 kg
- Maximaal geladen gewicht = 2.800 kg